# Копельо, Сантьяго Луис
Сантьяго Луис Копельо (исп. Santiago Luis Copello; 7 января 1880, Сан-Исидро, провинция Буэнос-Айрес, Аргентина — 9 февраля 1967, Рим, Италия) — первый аргентинский кардинал. Титулярный епископ Аулоны и вспомогательный епископ Ла-Платы с 8 ноября 1918 по 15 мая 1928. Вспомогательный епископ Буэнос-Айреса с 15 мая 1928 по 20 сентября 1932. Генеральный викарий архиепархии Буэнос-Айреса и военный викарий Аргентины с 12 июня 1928 по 20 сентября 1932. Капитулярный викарий Буэнос-Айреса со 2 августа по 20 сентября 1932. Архиепископ Буэнос-Айреса с 20 сентября 1932 по 25 марта 1959. Примас Аргентины с 29 января 1936 по 25 марта 1959. Канцлер Святой Римской Церкви с 25 марта 1959 по 9 февраля 1967. Кардинал-священник с 16 декабря 1935, с титулом церкви Сан-Джироламо-дельи-Скьявони с 19 декабря 1935 по 14 декабря 1959. Кардинал-священник с титулом церкви Сан-Лоренцо-ин-Дамазо с 14 декабря 1959.